# Motograph
La Motograph fu una casa di produzione e di distribuzione cinematografica britannica che fu attiva solo negli anni 1913-1914. In quest'arco di tempo, produsse diciotto film e ne distribuì sedici.